# Liste der Mitglieder des Gothaer Landtags (1897–1900)
Diese Liste nennt die Mitglieder des Gothaer Landtags in seiner Wahlperiode 1897–1900.
| Wahlbezirk | Name                | Stand                 | Ort           | Anmerkung                       |
| ---------- | ------------------- | --------------------- | ------------- | ------------------------------- |
| I          | Karl Mößler         | Schneidermeister      | Gotha         |                                 |
| II         | Gustav Berlet       | Landgerichtspräsident | Gotha         | Präsident                       |
| III        | Otto Liebetrau      | Oberbürgermeister     | Gotha         | Stellvertretender Präsident     |
| IV         | Josef Joos          | Redakteur             | Gotha         |                                 |
| V          | Adolf Schauder      | Steinbildhauer        | Ohrdruff      |                                 |
| VI         | Wilhelm Denner      | Materialwarenhändler  | Waltershausen |                                 |
| VII        | Karl Grübel         | Kaufmann              | Gotha         |                                 |
| VIII       | Wilhelm Bock        | Kaufmann              | Gotha         |                                 |
| IX         | Hermann Rasch       | Landgerichtsrat       | Gotha         | Schriftführer                   |
| X          | Adolf Winter        | Kaufmann              | Gräfenroda    |                                 |
| XI         | Heinrich Wolf       | Materialwarenhändler  | Dietharz      |                                 |
| XII        | Karl Heller         | Rechtsanwalt          | Gotha         |                                 |
| XIII       | Dr. Wilhelm Ritz    | Landrat               | Waltershausen | Stellvertretender Schriftführer |
| XIV        | Valentin Beese      | Schultheiß            | Hörselgau     |                                 |
| XV         | August Fleischhauer | Landwirt              | Sonneborn     |                                 |
| XVI        | Balduin Helbing     | Schultheiß            | Hochheim      | Stellvertretender Schriftführer |
| XVII       | Wilhelm Kühn        | Schultheiß            | Töttelstedt   |                                 |
| XVIII      | August Herold       | Schultheiß            | Wechmar       |                                 |
| XIX        | August Hildebrandt  | Schneider             | Gotha         |                                 |

Der ständige Ausschuss wurde aus Berlet, Rasch, Liebetrau, Grübel und Fleischhauer gebildet.